# Alicia (Isabela)
Alicia è una municipalità di seconda classe delle Filippine, situata nella Provincia di Isabela, nella Regione della Valle di Cagayan.
Alicia è formata da 34 baranggay:
- Amistad
- Antonino (Pob.)
- Apanay
- Aurora
- Bagnos
- Bagong Sikat
- Bantug-Petines
- Bonifacio
- Burgos
- Calaocan (Pob.)
- Callao
- Dagupan
- Inanama
- Linglingay
- M.H. del Pilar
- Mabini
- Magsaysay (Pob.)

- Mataas na Kahoy
- Paddad
- Rizal
- Rizaluna
- Salvacion
- San Antonio (Pob.)
- San Fernando
- San Francisco
- San Juan
- San Pablo
- San Pedro
- Santa Cruz
- Santa Maria
- Santo Domingo
- Santo Tomas
- Victoria
- Zamora